# Willem I van Beieren-Burghorn

Wapen van Van Beieren-Schagen

Willem I van Beieren-Burghorn heer van Burghorn, (geboren ca. 1442) was de zoon van Willem I van Beieren-Schagen en Johanna van Hodenpijl.
Willem was heer over een bemalen gebied, een (polder) dat van oorsprong een meer, een ander groot open water of drasland was. Hij trouwde met een vrouw van Alkemade. In 1450 krijgt hij van zijn vader een eeuwigdurende jaarlijkse rente van honderd Philipse schilden.
den Herrn van Schagen: Albrecht, Jan und Wilhelm van Schagen, Brüder werden door de hertogelijke bode Herper Hugensz, tijdens diens zesdaagse reis door Holland, uitgenodigd om op 18 augustus 1468 bij de Hertog in Den Haag te verschijnen
nach 's-Gravenhage am 18. Aug. 1468 einzuladen mit geschlossenen Briefen des Rats von Holland inhoudende hoe dat mijn genadige here himluyden gescreven ende ernstlic bevolen heeft him ende die andere van den ridderscip sijnrer lande van Hollant te vergaderen ende himluyden zekere saken van zijnre wegen up te doene, sijnre genaden grotelic angaende, roerende alsoe wel tstuc van der antwoirde lest bij den selven ridderscip gegeven uptie bede ende begeene, die mijn voirn genedige here onlancx in den selven lande wesende tot sijnre blijde incomstgeeyscht hadde, als anders angaende sijne tegenwoirdige oirloge ende wapeninge om te wederstane den coninc van Vrancrijc.
Bedoeld wordt: Lodewijk XI van Frankrijk die genoemd werd le plus terrible roi qui fut jamais en France, de ergste koning die Frankrijk ooit gekend heeft.
Willem trouwde met een vrouw van Alkemade. Uit hun huwelijk is geboren:
- Johanna van Beijeren van Schagen (1483-1567) zij trouwde (1) in 1501 met Floris van den Boeckhorst en (2) met Gijsbrecht van Schooten.[3]

In 1569 is er een akkoord tussen Cornelis van den Boeckhorst als gemachtigde van Adriaen van den Boeckhorst, enige zoon van Johanna van Schagen, eerst weduwe van Floris van den Boeckhorst, daarna van Ghijsbrecht van Schooten, enerzijds en Goert van Reede, ridder, heer tot Zaesvelt en Amerongen, man en voogd van Geertruyt van Nyenrode, benevens Margaretha van Renesse (1502-1584), weduwe van Ernst van Nyenrode, anderzijds betreffende een rente van honderd pond uit de heerlijkheid Schagen